# Lefty Grove
Robert Moses Grove (ur. 6 marca 1900, zm. 22 maja 1975) – amerykański baseballista występujący na pozycji miotacza.
Zawodową karierę rozpoczął w zespołach niższych lig, dla których przez pięć sezonów rozegrał 212 meczów. W Major League Baseball zadebiutował 14 kwietnia 1925 roku w zespole Philadelphia Athletics. W 1929 i 1930 wraz z drużyną Athletics zwyciężył w World Series; w 1931 zespół z Filadelfii ponownie został najlepszym zespołem w American League, jednak w World Series uległ St. Louis Cardinals.
12 grudnia 1933 roku przeszedł do Boston Red Sox, w którym siedem lat później zakończył karierę.
| Nagroda/wyróżnienie                    | Lata                               | Źródło |
| MVP American League                    | 1931                               | [ 5 ]  |
| 6× All-Star                            | 1933, 1935, 1936, 1937, 1938, 1939 | [ 6 ]  |
| 2× zwycięzca w World Series            | 1929, 1930                         | [ 3 ]  |
| Major League Baseball All-Century Team |                                    | [ 7 ]  |
| Baseball Hall of Fame                  | od 1947                            | [ 8 ]  |